# 인비저블 (2007년 영화)
《인비저블》(영어: The Invisible)은 미국과 스웨덴에서 제작된 데이비드 S. 고이어 감독의 2007년 십대 초자연 스릴러 영화이다. 저스틴 채트윈 등이 출연하였고, 게리 바버 등이 제작에 참여하였다.

## 출연
- 저스틴 채트윈
- 마르가리타 레비예바
- 마샤 게이 하든
- 크리스 마켓
- 앨릭스 올로클린
- 캘럼 키스 레니
- 미셸 해리슨
- 태니아 소녜이
- 라이언 케네디
- 앤드루 프랜시스
- P. 린 존슨
- 서지 후드
- 코리 몬티스
- 앨릭스 페리스

## 기타 제작진
- 공동 제작: 에린 스탬
- 미술: 카를로스 바르보사
- 의상: 티시 모너핸
- 배역: 주얼 베스트럽, 하이키 브랜드스태터, 코린 메이어스, 세스 얭클위츠